# Petras Vytautas Paltanavičius
Petras Vytautas Paltanavičius (Kruonis (districte de Kaisiadorsky), 16 d'agost, 1924 - Vílnius, 12 de maig, 1994), fou un compositor lituà.

## Biografia
El 1954 es va graduar al Conservatori de Lituània (composició, classe d'Antanas Račiūnas).
Del 1954 al 1968 va ser el cap de la redacció musical de l'editorial Vaga. El 1969-1973, cap del departament de música de la Casa Sindical Republicana. Autor d'òperes, cicles vocals, romanços basats en poemes d'Eduardas Meželaitis, Vincas Mikolaitis-Putinas, cançons basades en poemes d'Antanas Venclova, Paulus Širvis, música per a obres de teatre, arranjaments de cançons populars lituanes.
Va ser enterrat al cementiri d'Antakalnis.

## Assajos
- 1953 - poema simfònic "Won Bread" / Mes už draugystę (amb lletra d'Eduardas Meželaitis)
- 1954 - cantata "Estem per l'amistat" / Mes už draugystę (amb poemes d'Eduardas Meželaitis i Kubilinskas Kostas)
- 1958 - simfonia
- 1961 - poema simfònic "Palangos Yuze"
- 1962 - Suite "Aquarel·les de Vilnius" per a orquestra
- 1963 - cicle per a veu i piano "Mar del Nord" (sobre poemes de Heinrich Heine)
- 1967 - òpera "A la cruïlla" / Kryžkeleje (Vilnius)
- 1969 - Rapsòdia
- 1970 - cantata "No apagues la flama alada de la revolución" / Neužgesint revoliucijos gaisro sparnuoto (amb lletra de Joninas, Antanas (senior)
- 1972 - cicle per a veu i piano "Birch Triptych" (sobre poemes de Tislyava Juozas, Mozuryunas Vladas, Vincas Nikolaitis-Putinas)
- 1972 - "Balada d'octubre" per a solista i cor (versos de Vintsas Mikolaytis-Putinas)
- 1973 - Concert per a violoncel i orquestra
- 1976 - cicle per a veu i piano "Baltika" (sobre poemes de Kazis Boruta, Paulus Širvis, Antanas Venclova)
- 1983 - òpera "Sea Legend" (Vilnius)
- 1988 - concert per a violí i orquestra

## Premis
- 1970 - Artista honorat de la RSS de Lituània